# Euthalia numerica
Euthalia numerica är en fjärilsart som beskrevs av Gustav Weymer 1885. Euthalia numerica ingår i släktet Euthalia och familjen praktfjärilar. Inga underarter finns listade i Catalogue of Life.